# Tweede Kamerverkiezingen in het kiesdistrict Leiderdorp
Tweede Kamerverkiezingen in het kiesdistrict Leiderdorp  geeft een overzicht van verkiezingen voor de Nederlandse Tweede Kamer in het kiesdistrict Leiderdorp in de periode 1848-1850.
Het kiesdistrict Leiderdorp werd ingesteld na de grondwetsherziening van 1848.  Tot het kiesdistrict behoorden de volgende gemeenten: Aarlanderveen, Alkemade, Alphen, Benthuizen, Boskoop, De Vennip, Hazerswoude, Hillegom, Hoogeveen, Hoogmade, Katwijk, Koudekerk, Leiderdorp, Lisse, Noordwijk, Noordwijkerhout, Oegstgeest, Oudshoorn, Rijnsaterwoude, Rijnsburg, Sassenheim, Valkenburg, Voorhout, Vrije en Lage Boekhorst, Warmond, Woubrugge en Zwammerdam.
Het kiesdistrict Leiderdorp vaardigde in dit tijdvak per zittingsperiode één lid af naar de Tweede Kamer.
Legenda
- cursief: in de eerste verkiezingsronde geëindigd op de eerste of tweede plaats, en geplaatst voor de tweede ronde;
- vet: gekozen als lid van de Tweede Kamer.

## 30 november 1848
De verkiezingen werden gehouden na ontbinding van de Tweede Kamer, na inwerkingtreding van de herziene grondwet.
|                           | 30 november | 12 december |
| ------------------------- | ----------- | ----------- |
| Kiesgerechtigden          | 999         | 999         |
| Opkomst                   | 814         | 745         |
| Geldige stemmen           | 812         | 726         |
| Blanco stemmen            | 0           | 12          |
| Kandidaten                |             |             |
| G.W. Verweij Mejan        | 211         | 520         |
| J.R. Thorbecke            | 348         | 206         |
| D.T. Gevers van Endegeest | 151         |             |
| S. Piek                   | 65          |             |
| F.W. Conrad               | 12          |             |

Gerardus Verweij Mejan overleed op 6 augustus 1850. Gezien de korte resterende duur van de zittingsperiode werd niet meer in de ontstane vacature voorzien. 

## Opheffing
In 1850 werd het kiesdistrict Leiderdorp opgeheven. De gemeente Boskoop werd toegevoegd aan het kiesdistrict Gouda, de gemeenten Hillegom, Lisse, Noordwijk, Noordwijkerhout en Voorhout aan het kiesdistrict Haarlem, de overige gemeenten aan het kiesdistrict Leiden.